# Malarguesaurus
Malarguesaurus ("ještěr z argentinské oblasti Malargue") byl rod titanosaurního sauropodního dinosaura, žijícího v období svrchní křídy (stupně turon a koniak, asi před 94 až 86 miliony let) na území provincie Mendoza v dnešní Argentině. Byly objeveny ocasní obratle, ševrony (kosti na spodní straně ocasu), žebra a kosti končetin. Typový druh M. florenciae popsal paleontolog Gonzáles Riga a jeho kolegové v roce 2008.

## Popis
Šlo o mohutného čtyřnohého býložravce s dlouhým krkem a ocasem. Přesnější rozměry tohoto sauropoda zatím neznáme. Příbuznými rody jsou například Ligabuesaurus a Phuwiangosaurus. Byl to však robustní sauropod, který mohl dosahovat hmotnosti zhruba kolem 15 000 kilogramů.